# Infamous: Second Son
Pour les articles homonymes, voir Infamous.
 (février 2015).
inFAMOUS: Second Son (inFAMOUS: Second Son selon la graphie du logo) est un jeu vidéo d'action-aventure en monde ouvert développé par Sucker Punch Productions et édité par Sony Computer Entertainment, sorti exclusivement sur PlayStation 4 en 2014.

## Trame

### Scénario
7 ans se sont écoulés depuis les évènements de Infamous 2. Dans le but d'éviter un nouvel incident de ce genre, le gouvernement décide de mettre en place le Département d'Unité de Protection (abrégé DUP) afin de traquer et capturer tous les porteurs restants qui sont désormais reclassés en tant que bio-terroristes. Le protagoniste Delsin Rowe est un peintre spécialiste des graffitis et également le délinquant local de la réserve Akomish. Delsin est capable de copier les pouvoirs des autres porteurs et de les assimiler comme sien. Son frère ainé Reggie, le shérif local, l'arrête souvent pour acte de vandalisme. Ils sont tous les deux des Akomishs, une tribu amérindienne située dans la Baie de Salmon dans l'état de Washington. Brooke Augustine, l'antagoniste principale et la directrice du DUP, qui est aussi une porteuse (son pouvoir étant le béton), ravage la réserve Akomish, ce qui forcera Delsin accompagné par Reggie à se rendre à Seattle, qui a été mis sous quarantaine par le DUP. Sur leur route, Delsin et Reggie sont amenés à croiser trois autres porteurs : Henry « Hank » Daughtry, un forcené contrôlant la fumée ; Abigail « Fetch » Walker, une ex-junkie utilisant ses néons pour tuer tous les dealers de Seattle; et Eugene Sims, un joueur de jeu vidéo reclus qui utilise son pouvoir, la matérialisation numérique (aussi appelé "vidéo"), pour sauver les porteurs détenus par le DUP.

### Personnages
- Delsin Rowe (VF : Donald Reignoux) : Après avoir vécu une vie normale, Delsin, un jeune délinquant Akomish se découvre des pouvoirs après être entré en contact avec un bioterroriste qui s'échappait du convoi qui l'amenait en prison. Il se déplace ensuite avec son frère Reggie à Seattle afin de démanteler le DUP et acquérir de son directeur le pouvoir du béton afin qu'il puisse sauver son peuple.
- Reggie Rowe (VF : Rémi Bichet) : Reggie est le grand frère de Delsin. C'est un officier de police exemplaire qui arrête souvent Delsin pour actes de vandalisme. Il l'accompagnera plus tard à Seattle pour l'aider à trouver Augustine et drainer ses pouvoirs.
- Henry "Hank" Daughtry (VF: Gilles Morvan) : Avant l'apparition de ses pouvoirs, Hank était un délinquant qui a passé le plus clair de sa vie en prison. Il se fera plus tard capturer par le DUP et enfermé à Curdun Cay avec Fetch et Eugène. Lors de l'accident du convoi durant lequel Delsin absorbera ses pouvoirs, il se fera, une fois de plus, capturer par le DUP.
- Abigail "Fetch" Walker (VF : Céline Melloul) : Ses parents l'ont virée de la maison après l'apparition de ses pouvoirs. Son frère l'accompagne par solidarité. Ils tomberont alors dans l'enfer de la drogue et son frère se fera assassiner quelque temps plus tard. Elle n'aura de cesse, alors, que de se venger de tous les dealers qu'elle croisera.
- Eugene Sim (VF : Alexandre Nguyen) : Souffre-douleur de ses camarades de classe, Eugène est un geek jouant énormément a un MMORPG fictif nommé Heaven's Hellfire. Son ordinateur portable brisé à la suite d'une énième crasse de ses camarades, ses pouvoirs se déclencheront dans un accès de colère. Il peut notamment se transformer en avatar de son ancien jeu vidéo favori, développant alors une force surhumaine. Après avoir passé des années dans une prison du DUP, il s'échappera du convoi duquel Delsin obtiendra son premier pouvoir. Sa mère faisait partie du congrès et a voté la création du DUP un an avant l'apparition des pouvoirs de son fils.
- Augustine Brooke (VF : Véronique Augereau) : Elle est la directrice du DUP mais également une bio-terroriste ; elle traque les bio-terroristes sans relâche pour les faire disparaître. Delsin la poursuit pour prendre son pouvoir (le béton) et sauver les habitants de son village.

## Système de jeu
Les pouvoirs sont au nombre de quatre, et s'acquièrent au fil de l'aventure.
- La fumée (acquise au début du jeu)
- Le néon (acquis après le combat contre Abigail (Fetch) Walker)
- La vidéo (acquis après le combat contre Eugène)
- Le béton (Obtenu lors du combat final)
- Le papier (pouvoir figurant dans une mission secondaire du jeu, mais non utilisable par Delsin)

Delsin aura l'opportunité d'améliorer ses différentes capacité par le biais de noyaux disséminés un peu partout dans la ville. Selon que Delsin agit en héros ou en infâme, ses attaques elles aussi supporteront des différences relatives à ces choix.

## Développement
Sucker Punch a commencé le développement d'Infamous: Second Son alors que la PlayStation 4 était toujours en cours de conception.
Après avoir terminé le travail sur Festival of Blood, le studio a commencé à planifier une nouvelle entrée dans la série Infamous sous le titre de travail Infamous. Dès 2010, Sucker Punch a exprimé à Sony son désir de réaliser un nouvel épisode d'Infamous pour la nouvelle PlayStation.
Le jeu est présenté au Playstation Meeting le 20 février 2013, il est le troisième de la série après inFamous et inFamous 2. Il propose un nouveau héros : Delsin Rowe, un Indien Akomish doublé d'un rebelle à la petite semaine avec de nouveaux pouvoirs, le tout se déroulant dans la ville de Seattle.

## inFAMOUS: First Light
inFAMOUS: First Light est dévoilé le 9 juin 2014 par Sony à l'E3 2014, ce contenu téléchargeable est rendu disponible le 26 août 2014 en Amérique du Nord et le 27 août 2014 en Europe sur le PlayStation Network. Il s'agit d'un contenu standalone basé sur le personnage de Abigail Fetch durant son incarcération à Curdun Cay.
Pour les possesseurs du DLC, du contenu exclusif est proposé s'ils possèdent le jeu de base inFAMOUS: Second Son.
Il obtient la note de 5/10 dans Canard PC, 16/20 sur Jeuxvideo.com et de 6/10 sur Gamekult.